# Castello di Caiazzo
Das Castello di Caiazzo ist eine Burg aus dem 9. Jahrhundert auf einem Hügel über Caiazzo in der italienischen Region Kampanien.

## Geschichte
Die Burg wurde in langobardischer Zeit auf den Resten eines altrömischen Arx errichtet. In dieser Zeit sind als Eigentümer Teodorico, Graf von Caiazzo im 9. Jahrhundert, Landolfo im Jahre 982 und Landone, Graf von Carinola und Caiazzo im Jahre 1034 bezeugt.
Später geriet die Burg unter die Herrschaft der Normannen und war als Eigentum von Ranulf II. von Alife anerkannt. Unter Roger II. wurde die Burg befestigt, innerhalb der Umfassungsmauer mit Wohnquartieren ausgestattet und mit einer dauernden Garnison belegt.
In der Zeit der Hegemonie der Staufer, genauer im Jahre 1229, wurde Caiazzo von den Truppen von Johann von Brienne belagert: Die Stadt wurde dank des Eingreifens von Kaiser Friedrich II. befreit, der auf der Burg weilte. 1251 fiel das Castello di Caiazzo an Riccardo, Graf von Caserta und 1256 wurde der Hauptturm errichtet. Nach der Machtübernahme durch das Haus Anjou verlehnte Karl I. die Burg an Bonifacio di Galimberto; 1269 fiel sie an Guglielmo Glignette.
Danach ging sie in das Eigentum der Sanseverinos, der Origlias und von Lucrezia d’Alagno über. Letztere erwarb die Burg mit der Hilfe von Alfons II. von Neapel 1461 für 15.000 Dukaten. In dieser Zeit wurden auch die Mauern verstärkt, damit Einschlägen von Kanonenkugeln widerstünden, und der Hauptturm wurde wiederaufgebaut. 1569 fiel die Burg an Matteo di Capua. In dieser Zeit weilte auch Giambattista Marino auf den Castello di Caiazzo, um dort L’Adone zu komponieren. 1607 kaufte die Familie Corsi aus Florenz, von der das Wappen am Eingang erhalten ist, die Burg, die etwa 200 Jahre später, 1836, für 150.000 Dukaten Andrea de Angelis kaufte. Seiner Familie gehört sie heute noch. Im 19. Jahrhundert wurde das Castello di Caiazzo grundlegend umgebaut, was sein mittelalterliches Aussehen veränderte.

## Beschreibung
Die Burg liegt am höchsten Punkt eines Hügels über der Stadt Caiazzo und dem mittleren Volturnotal. Sie hat einen rechteckigen Grundriss und ist durch vier Türme gekennzeichnet: Drei davon sind Rundtürme aus Kalkstein, die direkt auf dem Felsen ruhen, und einer, der an der Nordostecke, hat einen quadratischen Grundriss; er wird auch Torre di Lucrezia genannt, weil sich bevorzugt dort Alfons II. von Neapel und Lucrezia d’Alagno getroffen haben. Der Turm besitzt ein Untergeschoss, das ursprünglich als Zisterne diente, später aber wieder in ein Zimmer umgewandelt und daher mit einem Eingang versehen wurde, ein zweites Geschoss mit Zimmern für Wohnzwecke mit Kreuzgewölbedecken, das grundsätzlich über eine Außentreppe erreichbar war, die später durch eine Terrasse ersetzt wurde, sowie ein drittes Geschoss, ebenfalls für Wohnzwecke und erreichbar über eine Treppe aus den darunter liegenden Räumen; es ist durch große Fenster gekennzeichnet, wie sie sich auch im Untergeschoss finden. Der Turm schließt nach oben mit einem Dach ab, das zur Verteidigung gegen Feuerwaffen geeignet ist.
Die Burg ist durch zwei Eingänge zu betreten: Der eine liegt neben dem Torre di Lucrezia und der zweite findet sich am Ende einer Straße entlang dem alten Burggraben. So gelangt man in den Innenhof: Im Untergeschoss befanden sich die Diensträume, die in ihrem ursprünglichen Aussehen mit von Spitzbögen aus grauem Tuffstein gestützten Gewölben erhalten geblieben sind. Eine gerade Treppe führt sowohl zur Kirche Santa Maria al Castello, die aus dem Jahre 1116 stammt und 1832 ausgeschmückt wurde, als auch zum Eingang zu den Zimmern im Erdgeschoss. Diese wurden im Zuge der Restaurierung im 19. Jahrhundert wesentlich verändert, um sie für Wohnzwecke anzupassen. Zwischen diesen Räumen und dem Torre di Lucrezia liegt ein Gebäude mit rechteckigem Grundriss und zwei Stockwerken, das mit einer Terrasse versehen ist, die den Zugang zum Turm ermöglicht.
In der Nähe der Burg kann man die Reste der polygonalen, samnitischen Mauer aus dem 6. Jahrhundert v. Chr. sehen.